# Калибо (аэропорт)
Междунаро́дный аэропо́рт Кали́бо (филиппинский: Paliparang Pandaigdig ng Kalibo) (ИАТА: KLO, ИКАО: RPVK) — гражданский аэропорт, обслуживающий Калибо, центр филиппинской провинции Аклан, также является одним из двух аэропортов, обслуживающих остров Боракай (другой аэропорт имени Годофредо Рамос расположен в муниципалитете Малай). Калибо - самый быстроразвивающийся аэропорт на Филиппинах по объёму пассажирских перевозок с более чем 50 % ростом в 2010 году, и второй по росту с показателем 20,5 % за июнь 2014 года по сравнению с аналогичным периодом прошлого года. Классифицируется как международный аэропорт гражданской авиации Филиппин, органа департамента транспорта и связи, который отвечает за работу всех аэропортов на Филиппинах, за исключением крупных международных аэропортов.
Аэропорт расположен в 3 км к востоку от Калибо и 68 км от порта Катиклан в муниципалитете Малай. Международный аэропорт Калибо обслуживает такие международные направления, как Инчхон, Пусан, Манила, Гонконг, Сингапур и Куала-Лумпур. Аэропорт предлагает больше международных направлений, чем внутренних.

## Общие сведения
31 марта 2008 года начато строительство нового терминала. Данное строительство является частью бюджета в 130 млн песо, обещанного президентом Глорией Макапагал-Арройо в 2007 году с целью модернизации аэропорта для большего ориентирования на международный туризм. Программа включает в себя 80 млн песо для нового терминала, в том время как в 2009 году министерством бюджета и управления были выделено 50 млн для установки системы посадки по приборам.
Международный аэропорт Калибо может похвастаться самой большой международной полётной загрузкой в Западных Висайи. Во время праздников регулярные и чартерные рейсы доставляют в Калибо тысячи туристов из азиатских маршрутов.
В 2014 году открылось новое крыло терминала площадью 4000 кв. м.

## Авиакомпании и пункты назначения
По состоянию на январь 2016 года в аэропорту работают и выполняют рейсы следующие авиакомпании: